# Solana Pag
Solana Pag este o arie protejată (sit de importanță comunitară — SCI) din Croația întinsă pe o suprafață de 402,79 ha, integral pe uscat.

## Localizare
Centrul sitului Solana Pag este situat la coordonatele 44°25′16″N 15°04′52″E / 44.421176°N 15.081067°E.

## Înființare
Situl Solana Pag a fost declarat sit de importanță comunitară în iulie 2013 pentru a proteja 1 specie de animale.

## Biodiversitate
Situată în ecoregiunile marină mediteraneană și mediteraneană, aria protejată conține 2 habitate naturale: Tufărișuri halofile mediteraneene și termo-atlantice (Sarcocornetea fruticosi), Salicornia și alte specii anuale care populează regiunile mlăștinoase și nisipoase.
La baza desemnării sitului se află o specie protejată de  pești: Aphanius fasciatus.
Pe lângă speciile protejate, pe teritoriul sitului au mai fost identificate 3 specii de plante.